# 9701 Mak
9701 Mak (1157 T-2) là một tiểu hành tinh vành đai chính.